# Sphaerius gustavlohsei
Sphaerius gustavlohsei är en skalbaggsart som först beskrevs av Ivan Löbl 1995.  Sphaerius gustavlohsei ingår i släktet Sphaerius och familjen strandsandbaggar. Inga underarter finns listade i Catalogue of Life.